# بلیک فرنتهولد
بلیک فرنتهولد (به انگلیسی: Blake Farenthold) نمایندهٔ حوزه انتخابیه تگزاس از حزب جمهوری‌خواه ایالات متحده آمریکا در مجلس نمایندگان ایالات متحده آمریکا است که برای نخستین‌بار در ۱۸ ژانویه ۲۰۱۱ میلادی به‌عضویت این مجلس درآمد.